# فريتز غريغوري ماثر
فريتز غريغوري ماثر (بالإنجليزية: Frederic Gregory Mather)‏ هو صحفي أمريكي، ولد في 11 أغسطس 1844، وتوفي في 30 أغسطس 1925.